# Aconopterus
Aconopterus is een kevergeslacht uit de familie van de boktorren (Cerambycidae). De wetenschappelijke naam van het geslacht werd voor het eerst geldig gepubliceerd in 1851 door Blanchard in Gay.

## Soorten
Aconopterus omvat de volgende soorten:
- Aconopterus cristatipennis Blanchard, 1851
- Aconopterus strandi Breuning, 1943